# Sorubimichthys planiceps
Sorubimichthys planiceps — єдиний вид роду Sorubimichthys родини Пласкоголові соми ряду сомоподібні. Інша назва «сом-дро́ва».

## Опис
Завдовжки досягає 1,5 м. Голова велика, сильно сплющена зверху. Очі невеличкі. Рот широкий. Нижня щелепа довга, становить 1/3 довжини морди (у молоді морда коротка) Є 3 пари вусів, з яких найдовшою є пара на верхній щелепі. Тулуб циліндричний, сплющений з боків. Хвостове стебло тонке. Спинний плавець широкий і високий, з одним жорстким променем. Жировий плавець маленький, трохи високий. Грудні плавці великі і округлі. Черевні та анальний плавці широкі, з короткою основою. Хвостовий плавець повністю розділено, лопаті тонкі й подовжені, нижня довша за верхню.
Забарвлення спини попелясто-сіре з темними плямами. З боків є біла смуга, облямована знизу темно-сірою або коричневою смужками (з'являється при досягненні розміру у 40 см). Черево білого кольору з деякими великими контрастними плямами. Спинний плавець і жировий плавці плямисті.

## Спосіб життя
Біологія вивчена недостатньо. Це демерсальна риба. Зустрічається у прозорих і чистих водах з високим вмістом кисню. Вдень ховається серед корчів та каміння. Сом активний вночі. Живиться серед нектону рибою. Є ненажерливим хижаком.
Стосовно нересту відомості відсутні. Молодь з'являється під час сезону дощів.
Місцеві мешканці часто сушать цього сома й використовують як дрова. Є об'єктом промислового вилову.

## Розповсюдження
Мешкає в басейні річок Амазонка і Оріноко.